# Hofmanas
Hofmanas ist ein litauischer männlicher Familienname.

## Herkunft
Der Name ist lituanisierte Form des deutschen Familiennamens Hofmann.

## Weibliche Formen
- Hofmanė (neutral)
- Hofmanaitė (ledig)
- Hofmanienė (verheiratet)

## Namensträger
- Ignas Hofmanas (* 1984), Politiker, Agrarminister
- Fridrichas Hofmanas, Fußballspieler